# Іллічевський Анатолій Хомич
Анато́лій Хоми́ч Ілліче́вський (нар. 1 (13) червня 1913, Верхньодніпровськ — 1 грудня 1992, Київ) — український літературознавець, бібліограф, перекладач, поліглот. Доктор філологічних наук, професор.

## З життєпису

Могила Анатолія Іллічевського, Байкове кладовище

Учасник німецько-радянської війни, нагороджений орденом Червоної Зірки, медаллю «За відвагу», орденом «Верошілаг» (Червона зірка) Угорської Народної республіки, медаллю Ветеран праці.
У шкільні та студентські роки займався спортом, мав другий розряд зі гімнастики та альпінізму. У 1941 закінчив Київський університет ім. Тараса Шевченка, вступив до аспірантури та пішов добровольцем на фронт. На війні служив у розвід роті та перекладачем у розвід відділі штабу Шостої парашутно-десантної дивізії, опанував угорську мову.
З 1946 працював викладачем, доцентом кафедри зарубіжної літератури Київського університету ім. Т. Шевченка. У 1949 р. захистив кандидатську дисертацію на тему "Бокаччо на шляху до "Декамерона". З 1972 — доктор філологічних наук, професор. Досліджував історію літератури Західної Європи та Латинської Америки.
Чимало спільно працював над перекладами з Олександром Чукавіним.
Серед його вихованців — перекладач Володимир Житник.
Дружина — мовознавиця, доцент Київського університету ім. Т. Шевченка Ольга Бурмістренко (1918—2004).
Помер 1 грудня 1992 року. Похований разом з дружиною та сином у колумбарії Байкового кладовища (ділянка № 5, нижня тераса, 50°24′59.38″ пн. ш. 30°30′10.30″ сх. д. / 50.4164944° пн. ш. 30.5028611° сх. д.).

## Науковий доробок
Серед його перекладів з італійської:
- «Метелло» Васко Пратоліні, Державне видавництво художньої літератури, 1960 (також автор передмови й приміток);
- «Пригоди Цибуліно. Повість-казка», Джанні Родарі, Державне видавництво дитячої літератури УРСР, 1961;
- «Спартак» Рафаелло Джованьйолі, «Молодь», 1974,
- окремі новели Дж. Боккаччо (опубліковані разом зі статтею «Новели молодого Джованні Бокаччо» в журналі «Всесвіт», 1988, № 10)[3].

Написав дослідження:
- про «Йоганнеса Бехера» — 1953,
- «Ленін в художній літературі Заходу» — 1969,
- про поета Вітторіо Альф'єрі (в Українській Радянській Енциклопедії).

Написав статті про творчість Дж. Голсуорсі, Е. Хемінгуея, Б. Шоу, Ю. Фучіка.